# Umzugskarton

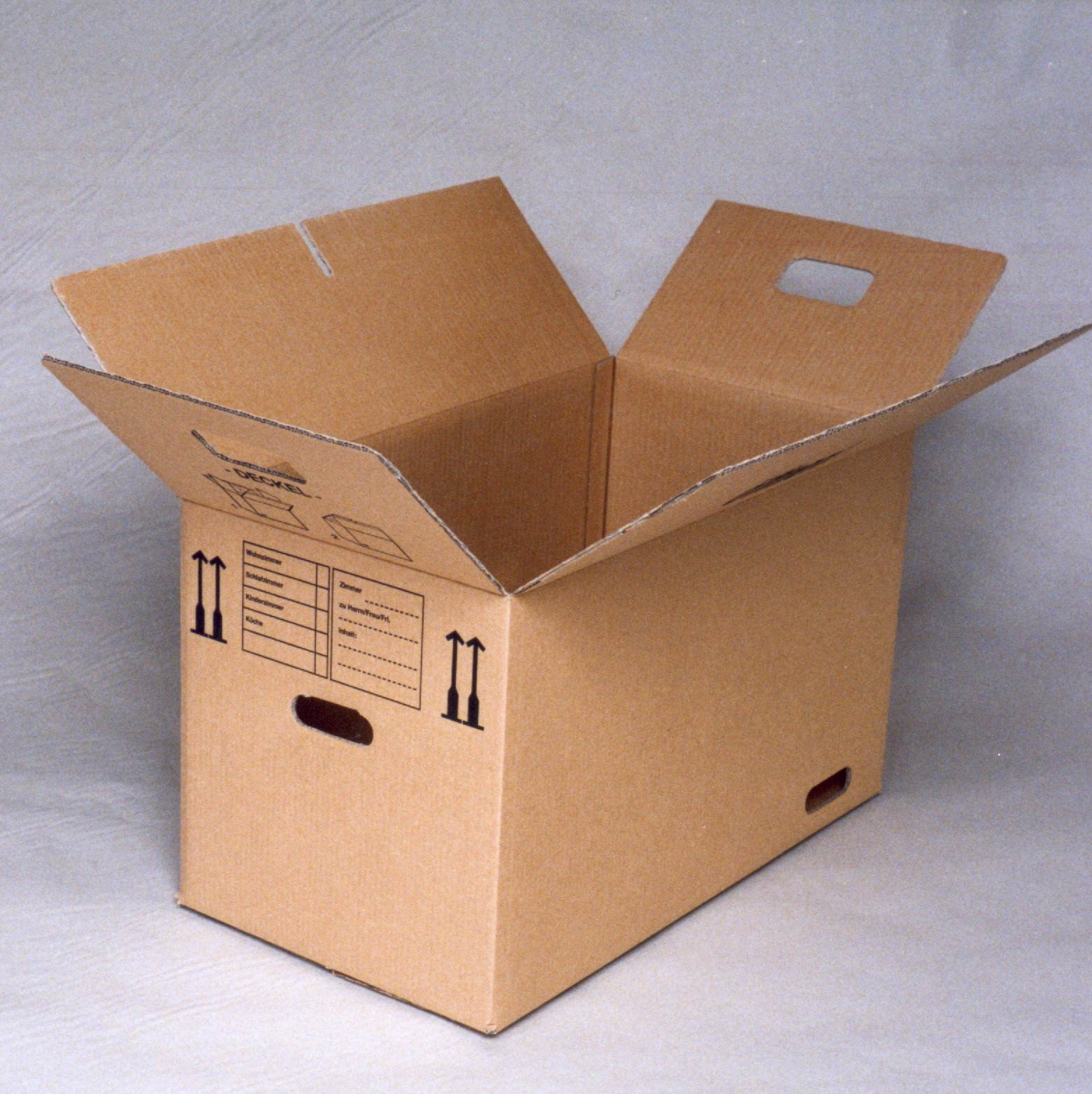
Umzugskarton

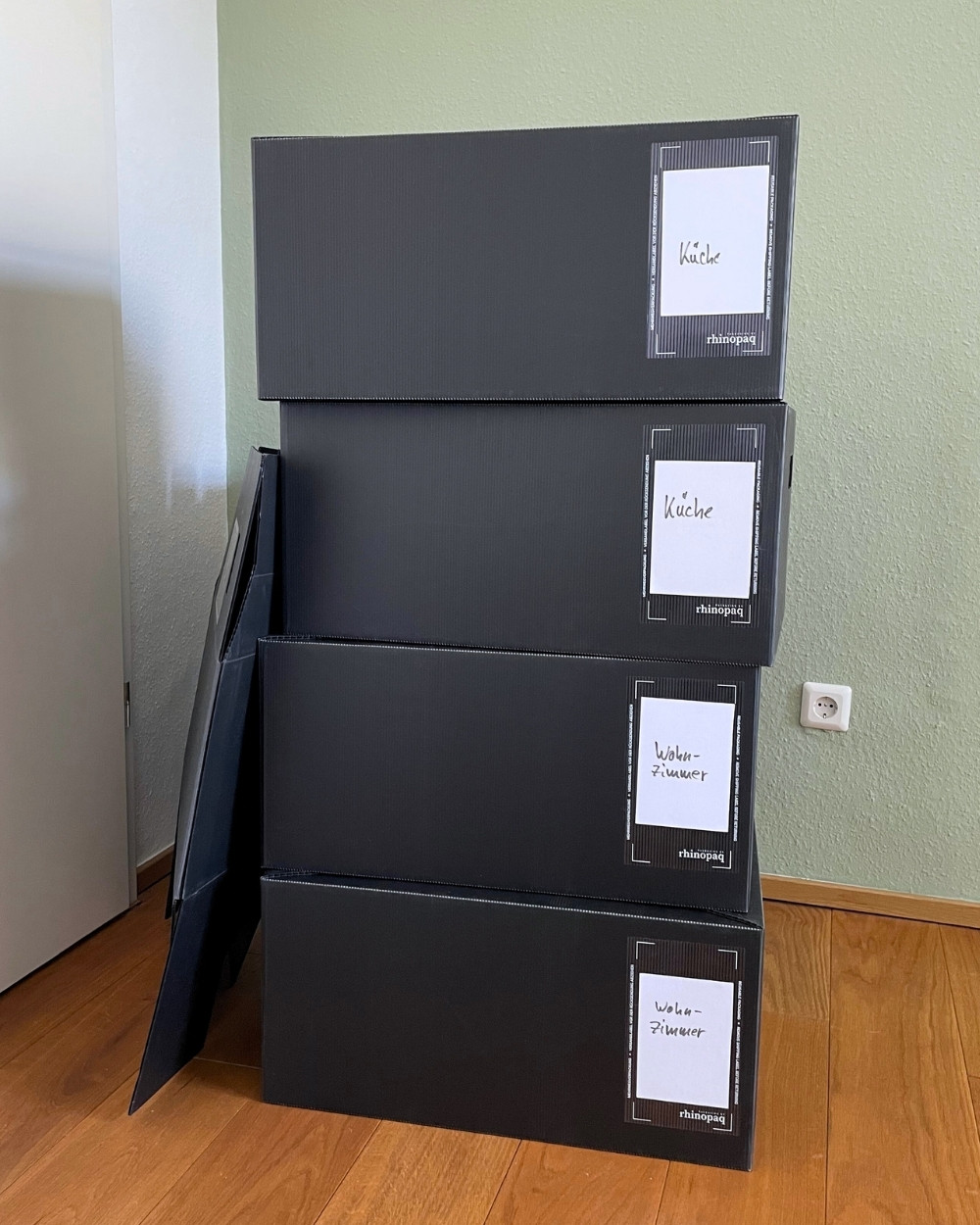
Wiederverwendbare Umzugsboxen aus Kunststoff

Bei einem Umzugskarton (schweizerisch auch: Zügelbox) handelt es sich um eine Transportkiste in Form einer Faltschachtel, die meist mit Grifflöchern ausgestattet ist und oft aus besonders stabiler oder verstärkter Wellpappe hergestellt wird. Er dient im Zusammenhang mit einem Umzug zum Transport und zur Lagerung von Umzugsgut. Wenn er nicht benötigt wird, kann er leicht zusammengefaltet werden, sodass er nicht viel Platz beansprucht.
Speziell für Umzüge erzeugte Faltschachteln haben in der Zwischenzeit einige Spezialisierungen erfahren: Neben Standardfaltschachteln (Maße: Höhe und Breite etwa 30 bis 33 cm, Länge 58 bis 66 cm, Fassungsvermögen 50 bis 70 Liter) gibt es spezielle „Bücherkartons“, die wegen des höheren spezifischen Gewichts des vorgesehenen Inhalts kleiner sind und einen verstärkten Boden besitzen. Eine weitere Spezialanfertigung sind „Kleiderkartons“, die etwa mannshoch sind und eine einhängbare Kleiderstange haben. Hier hinein können Kleider mit dem Bügel direkt aus dem Kleiderschrank umgehängt werden, so dass sie hängend transportiert werden können und knitterfrei am Ziel ankommen. Diese Kleiderkartons sind zwar besonders sperrig, doch wegen ihres Inhalts nicht sonderlich schwer.
Des Weiteren gibt es spezielle Kartons für Geschirr, Gläser und Flaschen, die meist aus Doppeltwellpappe und einem stabileren Boden hergestellt werden. Zudem hat diese Art von Umzugskartons (auch Gläserkartons, Flaschenkartons oder Geschirrkartons genannt) spezielle Abtrenner aus Pappe, die individuell positioniert werden können.
Neben industriell gefertigten, in Baumärkten oder bei Umzugsunternehmen erhältlichen Umzugskartons werden besonders kleinere Umzüge mit kostenlosen Bananenkisten bestritten. Mittlerweile finden sich besonders in Großstädten auch Anbieter, die Pappkartons oder Plastikboxen zu Umzugszwecken liefern.
Neben neuen Kartons werden auch gebrauchte Umzugskartons bzw. wiederverwendbare Plastikboxen verkauft und vermietet.

## Faltung
Gefaltete Kartons müssen zunächst aufgebaut werden, um ein stabiles Transportvolumen zu erhalten. Eine Anleitung dazu befindet sich in der Regel aufgedruckt auf dem Karton.